# Castell de Saladí
El castell de Saladí (àrab: قلعة صلاح الدين, qalʿat Salāḥ ad-Dīn) o fortalesa de Sayhun (àrab: قلعة صهيون, qalʿat Ṣahyūn; francès medieval: Saone; grec: Sigon) és un castell de Síria, al País alauita, 30 km al nord-est de Latakia, al costat de la població d'al-Haffeh.
Fou ocupada a l'inici per un oficial de l'hamdànida Sayf-ad-Dawla d'Alep, que el 975 va entregar el castell al romà d'Orient Joan Tsimiscés. Va restar sota domini romà d'Orient fins a l'inici de les croades. El 1119 el dominava el comte franc Robert la Llebre (Robert le Lièvre), els descendents del qual el van conservar fins al 1188, quan Saladí el va conquerir i el va cedir al seu general Mankurus ibn Khumartigin, la família del qual el va conservar fins al 1272, quan fou entregat al mameluc Bàybars I. Sota el seu successor Qalàwun, fou refugi de Súnqur al-Àskar, un mameluc rebel (1280-1287). Encara al segle xiv era un lloc destacat, però més tard fou abandonat.

## Per a més informació
- République arabe syrienne. Chateaux de Syrie: Dossier de Presentation en vue de l'inscription sur la Liste du Patrimoine Mondial de l'UNESCO (PDF) (en francès).  UNESCO, gener 2005.
- Saade, G. «Histoire du château de Saladin» (en francès). Studi Medievali, 9, 1968, p. 980–1,016.